# مروث صغير الأبواغ
مروث صغير الأبواغ (الاسم العلمي:Coprinus microsporus) هو نوع من الفطريات يتبع جنس المروث من الفصيلة المروثية.